# Al-Battani
Al-Batani (c. 858–929), fue un príncipe, astrónomo, astrólogo y matemático árabe.
Su nombre completo es Abū `Abd Allāh Muḥammad ibn Jābir ibn Sinān al-Raqqī al-Ḥarrānī aṣ-Ṣābi` al-Battānī (en idioma árabe
أبو عبد الله محمد بن جابر بن سنان الحراني الصابي البتاني), latinizado como Albategnius, Albategni o Albatenius y deriva de su ciudad natal Harrán, cerca de Urfa (Mesopotamia), en la actual Turquía.
Es muy conocido por haber logrado una determinación precisa del año solar como 365 días, 5 horas, 46 minutos y 24 segundos.
Trabajó en ar-Raqqah (Siria, en la orilla norte del río Éufrates) y en Damasco (capital de Siria).
Murió en Qasr al-Jiss, cerca de Samarra (en Irak, a orillas del río Tigris).

## Obra

### Matemática
Se puede decir que su obra se centra en el estudio e indagación de relaciones matemáticas trigonométricas, entre ellas se destaca:
{\displaystyle \tan a={\frac {\sin a}{\cos a}}}
{\displaystyle \sec a={\sqrt {1+\tan ^{2}a}}}
Proporcionó una solución para la ecuación sin x = a cos x, descubriendo la fórmula
{\displaystyle \sin x={\frac {a}{\sqrt {1+a^{2}}}},}
que es válida cuando la ecuación se cumple.
Empleó y usó la idea de al-Marwazi de las tangentes («sombras») para resolver ecuaciones en las que están involucrados las tangentes y las cotangentes, compilando tablas con sus valores.

### Astronomía
De sus observaciones en Ar Raqqah y Damasco, donde murió, fue capaz de corregir algunos de los hallazgos de Ptolomeo, que previamente eran tenidos como auténticos. Se dio cuenta, por ejemplo, que el punto que Ptolomeo había indicado como afelio se desplazaba y calculó la velocidad de dicho movimiento con bastante exactitud.
También determinó el momento del equinoccio con un error menor a las dos horas y logró calcular con muy poco error el ángulo que forma el eje de la Tierra con su plano de rotación.
Copérnico menciona su deuda con Al-Battani y lo cita en su obra que inició la revolución copernicana: De Revolutionibus Orbium Coelestium.

## Eponimia
- El cráter lunar Albategnius lleva este nombre en su memoria.[2]